# Fonte de Ana Perena

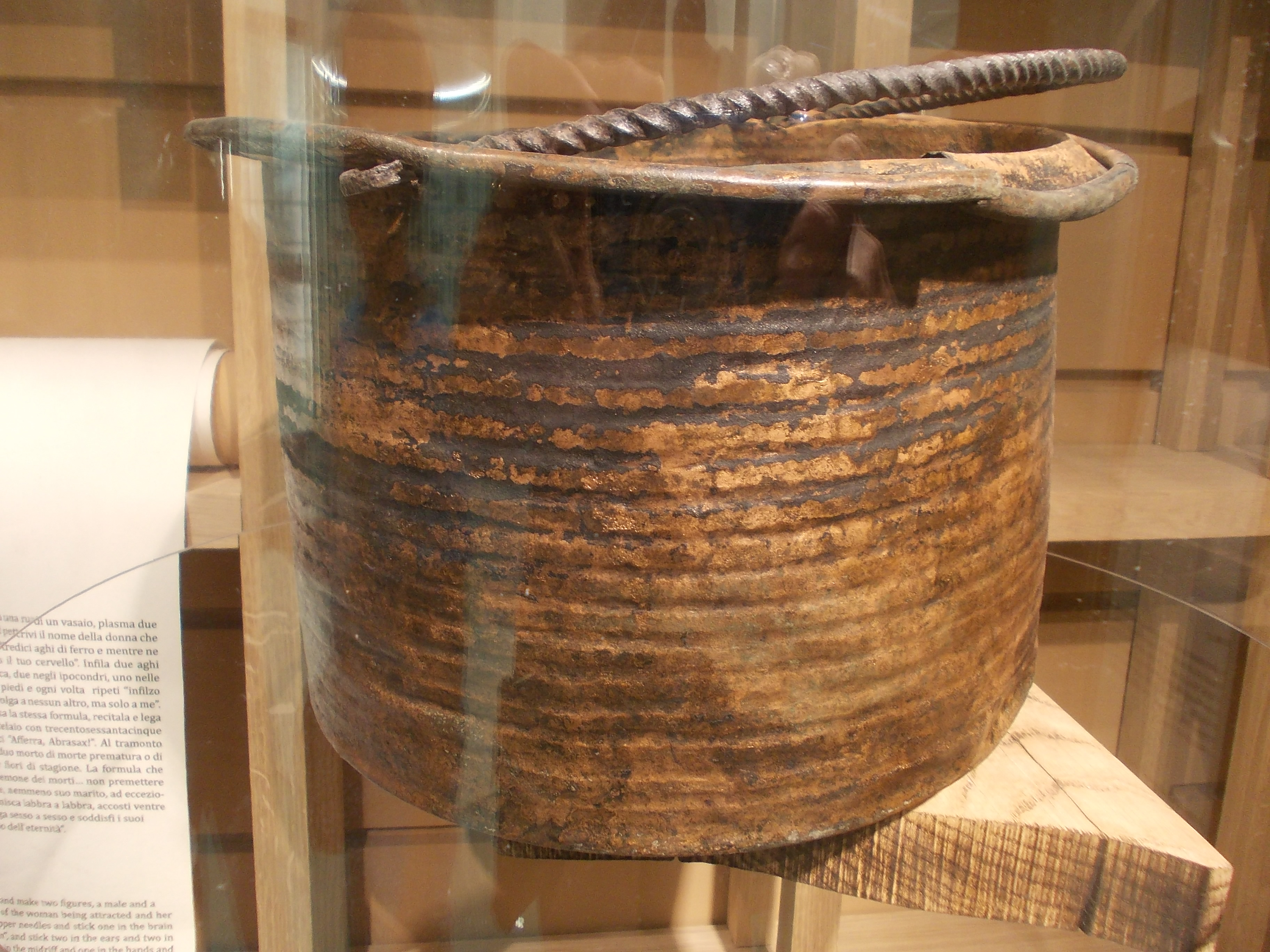
O famoso caldeirão (caccabus) de cobre recuperado no local.

Fonte de Ana Perena (em latim: Anna Perenna) era uma fonte votiva romana dedicada ao culto da deusa romana Ana Perena localizada na  Via Guidubaldo Del Monte, no quartiere Parioli de Roma. Sua descoberta em 1999 permitiu localizar com certeza a localização original do bosque sagrado de Ana Perena, citado nos "Fastos" de Ovídio, e evidenciar o desenvolvimento de uma quantidade excepcional de práticas mágicas realizadas ao longo de muitos séculos através dos inúmeros objetos descobertos no local. Todos estes objetos estão expostos na sede do Palazzo Massimo alle Terme do Museu Nacional Romano em uma instalação que tenta reconstruir o ambiente de culto mágico encontrado.

## Descrição
A fonte, de formato retangular e construída de blocos de tufo e tijolos, foi descoberta depois de escavações realizadas em uma profundidade compreendida entre 6,2 e 10,3 metros abaixo do nível da rua. Um altar que decorava a fachada e a inscrição em latim recuperada nela permitiram a atribuição ao culto da deusa: NYMPHIS SACRATIS ANNAE PERENNAE. Ana Perena era uma antiga divindade etrusca e depois romana que representava a passagem dos anos, festejada nos idos de março, o antigo ano-novo dos calendário romano .
Na parte superior da fonte está uma cisterna retangular para recolher água da chuva, mas cujas dimensões originais são desconhecidas porque a estrutura foi danificada durante as obras de construção de um estacionamento subterrâneo. No interior dela foram recuperados diversos objetos, testemunhas dos rituais mágicos dedicados à deusa a partir do século IV a.C..

## Descoberta

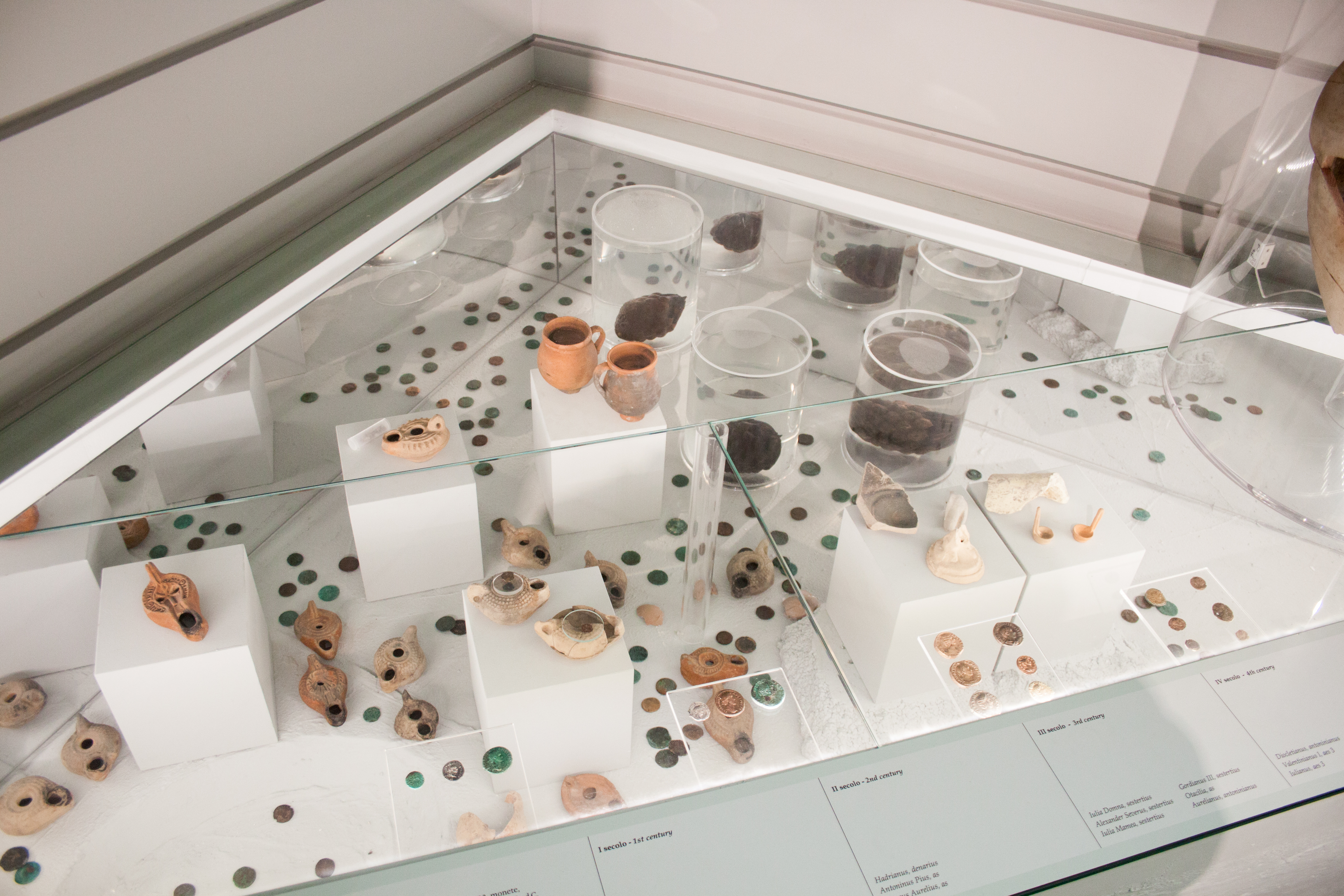
Outros achados no local.

A fonte foi descoberta em 1999 durante as obras de construção de um estacionamento no quartiere Parioli, na esquina entre a Via Guidubaldo del Monte e a Piazza Euclide. No interior da cisterna anexa à fonte foram recuperados inúmeros objetos de diversas naturezas, preservados pelo extrato de limo depositado no fundo ao longo dos séculos. Entre eles estão: 549 moedas, 74 lamparinas, 9 recipientes de chumbo, alguns contendo figuras antropomórficas, 3 broches de cerâmica, um caldeirão de cobre (em latim: caccabus), tabuletas com inscrições de maldições (em latim: defixiones). A descoberta de algumas pinhas e de cascas de ovo foram interpretadas como práticas áugurais. Apesar da dificuldade de datar todas estas descobertas, testemunhas do uso religioso do sítio, em particular para rituais mágicos em nome da deusa, sobretudo no final do período imperial, acredita-se que a fonte tenha sido abandonada por volta do final do século VI.
A recuperação do caldeirão de cobre no local sugere que ali eram preparadas poções mágicas e, de particular interesse, foi a descoberta das tabuletas de chumbo com as maldições contra inimigos e amantes, algumas das quais encontradas também no interior das lamparinas. Outra descoberta importante é representada por algumas estatuetas antropomórficas cobertas de cera e farinha abrigadas em repositórios  de chumbo aninhandos uns nos outros. Análises efetuadas em 2000 evidenciaram num selo de impressões digitais.
O fato de que entre as numerosas moedas descobertas não serem anteriores à época de Augusto pode ser justificada por uma manutenção e reforma da cisterna realizada durante uma reforma no início do período imperial.